# 聖安東尼奧 (因蒂布卡省)
聖安東尼奧（西班牙語：San Antonio），是洪都拉斯的城鎮，位於該國西部，由因蒂布卡省負責管轄，始建於1883年，面積90.85平方公里，海拔高度148米，2001年人口5,066，人口密度每平方公里55.76人。
13°58′0″N 88°29′0″W / 13.96667°N 88.48333°W